# 圈地
圈地為圈占“無主荒地”歸八旗軍士，一般是指順治元年（1644年）十一月二十二日，頒布圈地令，多爾袞三次下令圈地。在金朝，抢占汉人民田叫“刮地”。

## 历次圈地令

### 第一次圈地令
清初多爾袞率清軍入關，滿族人口大量湧入北京附近，為安置滿族諸王、勳臣、解決八旗官兵生計，列土分茅、豢養旗人，除了佔有明代的皇莊及無主土地以外，顺治元年十二月在京畿地區大量圈佔民有田民地，欺壓漢人，史稱圈地令。

### 第二次圈地令
順治二年九月，清廷下第二次圈地令，範圍擴大到河間、灤州、遵化。

### 第三次圈地令
順治四年正月第三次圈地，圈入順天、保定、河間、易州、遵化、永平等四十二府。

### 滿城圈地
除前三次圈地令，在各地亦大量圈佔旗田、皇室族田，現在遍及大陸甚至台灣均有以「旗田」為地名的歷史痕跡。

## 結果
三次共圈佔土地約二百三十三萬五千四百七十七晌零九畝（十六萬六千六百三十六頃七十一畝，一晌約六畝），其中皇室莊田僅占五千七百多頃。“圈田所到，田主登時逐出，室中所有，皆其有也。妻孥丑者携去，欲留者不敢携。其佃户无生者，反依之以耕种焉。”八旗圈地稱旗地，不准私自買賣，“八旗官兵所受之田，毋许越旗卖价及私售于民，”违者按律治罪。多爾衮憑借攝政便利，冀東肥沃之地多流入正白旗之手。圈地後，很多農民田地被占，流離失所，部份地主或農民投充到八旗莊園，或流亡他鄉，造成大量流民、乞丐出現。

## 後續
順治四年（1647年），大規模的圈地已停止，但零星的圈地、換地仍時有所聞。清初战事频繁，所受地亩并未能悉心耕种，“致失耕种之业，往往地土旷废。”康熙五年（1666年），鰲拜以鑲黃旗地少貧瘠為由，提出要與正白旗換地。康熙八年（1668年）五月智捕鰲拜，再宣布停止圈地，准許壯丁“出旗為民”，自行謀生。康熙二十四年四月下令“嗣后永不许圈”，圈地正式告終。
清代進入中期，八旗子弟多困苦，開始私自典卖旗地。售地之舉，雍正初年已有耳聞，至光绪三十一年载：“无粮黑地，各处尤多。即以直隶近畿八十余州县而论，八旗王公官员兵丁各项旗地，原额十五万余顷，除已归八项旗租三万九千余顷、又王公庄田一万余顷、未尽迷失外，此外现在旗人手内交租者，大抵十无二三。其年久月深，辗转典卖，变为无粮黑地者，约在七八万顷上下。”大量的圈地又回到地主和自耕农手上，江太新認為：“旗地私有化，为自耕农队伍稳定输送了新鲜血液。”

## 其他圈地
廣泛而言，古代歐洲大陸也有類似剝奪農民土地的「圈地」，例如12世紀到19世紀歐洲的圈地運動。

### 引用
1. ↑  張豈之主編，《中國歷史的十五堂課》，P.51
2. ↑  史惇《恸余杂记》

### 书籍
- 顧誠《南明史》
- 李洵，〈論清初圈地、投充、逃人三事〉